# Hamburg-Altstadt
Hamburg-Altstadt — dzielnica miasta Hamburg w Niemczech, w okręgu administracyjnym Hamburg-Mitte. Obejmuje swoim zasięgiem ścisłe centrum miasta, miejsce powstania Hamburga.
W dzielnicy mają swoją siedzibę wydawnictwa wydające m.in. Der Spiegel i Die Zeit.